# Попово езеро
Поповото езеро (до 29 юни 1942 г. Папаз гьол, Папазгьол) е най-голямото от единадесетте Попови езера. Езерото и местността около него са едни от най-подходящите места за развитие на летен туризъм в Пирин. Езерото е разположено на дъното на най-големия циркус в планината – Поповоезерния, който впечатлява със своите размери (6 км дължина и 3 км ширина). Езерото е оградено от върховете Сиврия, Джано, Кралев двор, Момин двор и Джангал.
Поповото езеро е най-голямото по-площ и най-дълбокото езеро в Пирин, а е на първо място и по водния си обем. Езерото е с площ от близо 123,6 – 132 декара, което го поставя на четвърто място по големина в България (след Смрадливото, Горното Рибно и Близнака в Рила), дълбоко е 29,5 м, с което се нарежда на второ място в България след Окото в Рила (37 м), а дължината и широчината му са съответно 480 и 336 м. Водният му обем се изчислява на 1 270 000 куб. м. То е разположено на височина 2234 м. Езерото събира вода от валежите, както и от два малки потока, които се вливат в южната му част. Най-голямо количество вода в Поповото езеро има през късната пролет. Това се дължи на снежната покривка, която се задържа дотогава по склоновете на обграждащите езерото върхове.
Водата, която изтича от езерото във вид на малък стръмен поток, се влива в шестте Рибни Попови езера, които се намират надолу по склона на планината. По този начин Поповите езера дават началото на река Ретиже, която е един от основните притоци на река Места. Местността около езерото е покрита предимно с поляни, както и с клекови формации, чиято възраст на места надминава 100 години.
До 1942 г. езерото носи името Папазгьол, което е буквален превод на сегашното му име на турски език. С името на езерото са свързани поне две легенди. Според по-популярната то се нарича така, защото в него се хвърлил един поп от мъка по озлочестената му от турците дъщеря. Когато попът потънал, килимявката му изплувала и се образувало островчето в средата на езерото, носещо същото име. Според другата легенда след покръстването на българите през IX век един поп се качил в Пирин, за да изгони царстващия там славянски езически бог Перун. Намерил го, но Перун така се разлютил от неговата дързост, че го хвърлил в езерото да се удави. И отново килимявката изплувала на повърхността и се превърнала в островче.